# Tord Palander
Tord Folkeson Palander, född 6 oktober 1902 i Maria Magdalena församling, Stockholm, död 13 januari 1972 i Uppsala domkyrkoförsamling, Uppsala
, var en svensk nationalekonom som var en pionjär inom regionforskning.
Tord Palander var son till civilingenjören Folke Palander och Elin Sandberg. Han studerade först kemiteknik vid Kungliga Tekniska högskolan, där han tog examen 1926. Han studerade därefter nationalekonomi vid Stockholms högskola, där han 1931 blev filosofie licentiat och 1935 filosofie doktor på avhandlingen Beiträge zur Standortstheorie, som räknas som en klassiker inom lokaliseringsteori. Han var därefter docent i nationalekonomi vid Stockholms högskola 1935–1937 och 1938-1941, och docent vid Uppsala universitet 1937-1938. Han var professor i nationalekonomi med statistik vid Handelshögskolan i Göteborg 1941–1948, och professor i nationalekonomi vid Uppsala universitet från 1948.
Under tiden i Stockholm ingick Palander i "Stockholmsskolan" av nationalekonomer.
Palander var ledamot av Ingenjörsvetenskapsakademien och Kungliga Vetenskaps-Societeten i Uppsala.